# میخائیل ماتیوشین
میخائیل واسیلیوویچ ماتیوشین (روسی: Михаил Васильевич Матюшин؛ ۱۸۶۱ – ۱۴ اکتبر ۱۹۳۴) یک آهنگساز و نقاش اهل روسیه بود.
وی یکی از اعضای برجسته جنبش «نوگرایی روسی» و به‌همراه همسرش «اِلِنا گورو»، یکی از اعضای کلیدی «اتحادیه جوانان» (از انجمن‌های فوتوریست‌های روسیه) بود.
او به شاگردانش آموخت از هر دو چشم و به‌طور مجزا و مستقل، برای دیدن دنیای اطرافشان استفاده کنند و دایرهٔ دیدِ خود را گسترش دهند. وی برخی عقاید و آثارش را در مقاله‌ای مبسوط تحت عنوان «تجربیات یک هنرمند دربارهٔ فضایی نو» شرح داده است.